# Urie Bronfenbrenner
Urie Bronfenbrenner (29 de abril de 1917 – 25 de setembro de 2005) foi um psicólogo americano nascido na Rússia, mais conhecido por usar uma estrutura contextual para compreender melhor o desenvolvimento humano. Essa estrutura, amplamente conhecida como 'teoria dos sistemas ecológicos', foi formalizada em um artigo publicado no American Psychologist, articulada em uma série de proposições e hipóteses em seu livro mais citado, The Ecology of Human Development e posteriormente desenvolvida no Modelo Bioecológico de Desenvolvimento Humano e em outros escritos. Ele argumentou que experimentos naturais e intervenções de desenvolvimento aplicadas oferecem oportunidades científicas valiosas. Essas crenças foram exemplificadas em seu envolvimento no desenvolvimento do programa americano Head Start em 1965. Os escritos de Bronfenbrenner sobre as limitações de entender o desenvolvimento infantil apenas por meio de pesquisas experimentais de laboratório e o potencial de usar a variabilidade contextual para obter insights nos processos de desenvolvimento foram importantes para mudar o foco da psicologia do desenvolvimento.

## Primeiros anos e educação
Bronfenbrenner nasceu em Moscou em 29 de abril de 1917, filho de pais judeus russos, o patologista Alexander Bronfenbrenner e Eugenie Kamenetski. Quando tinha seis anos, sua família mudou-se para os Estados Unidos, primeiro para Pittsburgh, Pensilvânia, e depois, um ano depois, para o interior do estado de Nova York. Seu pai trabalhava como neuropatologista em um hospital para pessoas com deficiência chamado Letchworth Village, localizado no condado de Rockland, NY.
Bronfenbrenner obteve bacharelado em psicologia e música pela Universidade Cornell em Ithaca, Nova York, em 1938. Ele concluiu o mestrado em educação em Harvard em 1940 e o doutorado em psicologia do desenvolvimento na Universidade de Michigan em 1942.

## Carreira
Bronfenbrenner ingressou nas forças armadas dos Estados Unidos no dia seguinte à conclusão de seu doutorado, servindo como psicólogo em várias unidades militares durante a Segunda Guerra Mundial. Após a guerra, trabalhou brevemente como psicólogo clínico-chefe assistente no recém-fundado Programa de Treinamento em Psicologia Clínica da VA, em Washington, D.C. Em 1948, após dois anos como professor assistente na Universidade de Michigan, mudou-se para a Universidade Cornell, onde se tornou professor assistente no Departamento de Desenvolvimento Infantil e Relações Familiares (hoje conhecido como Departamento de Desenvolvimento Humano de Cornell). Esse departamento estava localizado no College of Home Economics, uma das faculdades de concessão de terras da Universidade Cornell. Como tal, o departamento tinha uma forte missão aplicada e incluía uma escola de educação infantil. Também era interdisciplinar, incorporando sociólogos e historiadores, além de psicólogos. Na Cornell, sua pesquisa focou no desenvolvimento infantil e no impacto das forças sociais nesse processo pelo restante de sua carreira.
Em 1964, foi nomeado para um painel federal sobre desenvolvimento de crianças em situação de pobreza. Esse painel ajudou na criação do programa Head Start em 1965.
Bronfenbrenner escreveu mais de 300 artigos científicos e 14 livros, tornando-se Professor Emérito Jacob Gould Schurman no Departamento de Desenvolvimento Humano da Universidade Cornell.

## Vida pessoal
Bronfenbrenner foi casado com Liese Price e teve seis filhos. Segundo a revista do 150º aniversário da Universidade Cornell, em um artigo sobre a fundação da Faculdade de Ecologia Humana (Vol. 43, Nº 1, Primavera de 2015), Bronfenbrenner tinha o hábito de fazer trilhas com seu pai, Alexander, tanto na Odessa natal quanto, após a imigração em 1923, nas áreas rurais de Pittsburgh, Pensilvânia, e no estado de Nova York (p.14, "Into the woods: How a father's queries sparked a new theory of human development", por Sharon Tregaskis, Turma de 1995).

## Morte
Bronfenbrenner faleceu em sua casa em Ithaca, Nova York, em 25 de setembro de 2005, aos 88 anos, devido a complicações relacionadas ao diabetes.

## Visões sobre o desenvolvimento humano e a teoria dos sistemas ecológicos
Bronfenbrenner via o processo de desenvolvimento humano como moldado pela interação entre o indivíduo e seu ambiente. Ele acreditava que o desenvolvimento era influenciado por fatores como pais, amigos, escola, cultura e outros. Durante sua época, ele criticava a psicologia do desenvolvimento por focar apenas em influências individuais em ambientes artificiais. Em suas palavras, a psicologia do desenvolvimento era "a ciência do comportamento estranho de crianças em situações estranhas com adultos estranhos, pelo menor período possível.":19

## Head Start
Em 1964, Bronfenbrenner testemunhou em uma audiência no Congresso sobre um projeto de lei antipobreza, afirmando que as medidas deveriam ser direcionadas às crianças para reduzir os efeitos da pobreza em seu desenvolvimento. Essa perspectiva ia contra a visão predominante da época de que o desenvolvimento infantil era puramente biológico, sem influência significativa de experiências ou do ambiente. Após esse testemunho, Bronfenbrenner foi convidado à Casa Branca para discutir o assunto com Claudia Alta "Lady Bird" Johnson, a quem apresentou programas de cuidado infantil de outros países. Ele também participou de um painel federal que foi encarregado de desenvolver métodos para combater os efeitos da pobreza infantil e garantir igualdade educacional com crianças de famílias mais abastadas.
Trabalhando com 12 outros especialistas de áreas como saúde mental e física, educação, assistência social e psicologia do desenvolvimento, Bronfenbrenner foi fundamental para convencer o painel a focar na participação da família e da comunidade no esforço de intervenção, ampliando o programa para criar um ambiente melhor para o desenvolvimento. As recomendações do painel levaram à criação do programa Head Start em 1965. A influência de Bronfenbrenner foi evidente em aspectos do programa, como serviços de suporte à família, visitas domiciliares e educação para paternidade.

## Legado
De acordo com Melvin L. Kohn, sociólogo da Universidade Johns Hopkins, Bronfenbrenner foi crucial para que os cientistas sociais reconhecessem que "...relações interpessoais, até mesmo no nível mais básico da relação pai-filho, não existiam em um vácuo social, mas estavam inseridas nas maiores estruturas sociais da comunidade, sociedade, economia e política." Sua teoria também influenciou a pesquisa em desenvolvimento humano, promovendo a realização de observações e experimentos para discernir o impacto de variáveis ambientais no desenvolvimento humano. Sua pesquisa foi igualmente significativa para a formação e direção do programa Head Start. O ensino de Bronfenbrenner no Departamento de Desenvolvimento Humano na Universidade Cornell formou diversos pesquisadores do desenvolvimento que, segundo a própria universidade, "são líderes na área."

## Prêmios
The Ecology of Human Development recebeu o Prêmio Anisfield-Wolf para Livro de Não Ficção em 1980.
Prêmio James McKeen Cattell da American Psychological Society.
A American Psychological Association renomeou seu prêmio "Lifetime Contribution to Developmental Psychology in the Service of Science and Society" para "Prêmio Bronfenbrenner."
Presidente, Conferência da Casa Branca sobre Crianças, em 1970.

## Publicações
- Two Worlds of Childhood: US and USSR. Simon & Schuster, 1970. ISBN 0-671-21238-9
- Influencing Human Development. Holt, Rinehart & Winston, 1973. ISBN 0-03-089176-0
- Influences on Human Development. Holt, Rinehart & Winston, 1975. ISBN 0-03-089413-1
- The Ecology of Human Development: Experiments by Nature and Design. Cambridge, MA: Harvard University Press, 1979. ISBN 0-674-22457-4
- The State of Americans: This Generation and the Next. New York: Free Press, 1996. ISBN 0-684-82336-5
- Making Human Beings Human: Bioecological Perspectives on Human Development. Sage, 2005. ISBN 0761927115